# Diocesi di Abido
La diocesi di Abido (in latino: Dioecesis Abydena) è una sede soppressa del patriarcato di Costantinopoli e sede titolare della Chiesa cattolica.

## Storia
Abido, identificabile con le rovine nei pressi del promontorio di Nara Burnu, 6 km a nord di Çanakkale, nell'odierna Turchia, è un'antica sede episcopale della provincia romana dell'Ellesponto nella diocesi civile di Asia. Faceva parte del patriarcato di Costantinopoli ed era suffraganea dell'arcidiocesi di Cizico.
Sono diversi i vescovi noti di questa antica sede episcopale. Ermia partecipò al concilio di Calcedonia del 451 e sottoscrisse nel 458 la lettera dei vescovi dell'Ellesponto all'imperatore Leone in seguito all'uccisione del patriarca Proterio di Alessandria. Un'antica tradizione letteraria ha trasmesso un insieme di lettere, ritenute apocrife, indirizzate a Pietro Fullo, vescovo monofisita di Antiochia; tra queste anche una lettera di Panfilo, vescovo di Abido, che rimprovera a Pietro di aver aggiunto al Trisagion la formula teopaschita. Ammonio sottoscrisse la petizione inviata dal sinodo permanente di Costantinopoli il 20 luglio 518 al patriarca Giovanni II perché rompesse le sue relazioni con Severo di Antiochia e ristabilisse la fede calcedonese.
Isidoro, Giovanni e Teodoro presero parte rispettivamente al concilio ecumenico del 680, al concilio in Trullo del 692 e al concilio di Nicea del 787. Nel X secolo è noto il vescovo Stefano, che sostenne la ribellione del generale Barda Foca contro l'imperatore Giovanni I Zimisce; per questo motivo nell'estate del 970 fu deposto dalla sua carica. La sigillografia ha restituito il nome del vescovo Teodosio, vissuto nell'XI secolo.
La diocesi è documentata nelle Notitiae Episcopatuum del patriarcato di Costantinopoli fino al XIV secolo. Tuttavia a partire dall'XI secolo Abido è annoverata tra le sedi metropolitane, attestata per la prima volta nel 1082. Di questo periodo sono noti diversi vescovi tra cui Giovanni, Michele e Demetrio.
Dal XIX secolo Abido è annoverata tra sedi vescovili titolari della Chiesa cattolica; la sede è vacante dall'11 novembre 2006.

## Cronotassi

### Vescovi e metropoliti greci
- Ermia † (prima del 451 - dopo il 458)
- Panfilo † (circa 484/488)
- Ammonio † (menzionato nel 518)
- Isidoro † (menzionato nel 680)
- Giovanni I † (menzionato nel 692)
- Teodoro † (menzionato nel 787)
- Anonimo † (all'epoca di Niceforo II Foca)
- Stefano † (menzionato nel 970)
- Teodosio † (XI secolo)
- Giovanni II † (XI/XII secolo)
- Demetrio †
- Michele † (prima del 1166 - dopo il 1170)[12]
- Teodoro † (menzionato nel 1197)

### Vescovi titolari
- Maximos Michel Mazloum † (17 dicembre 1816 - 29 aprile 1817 nominato arcivescovo titolare di Mira)
- Guglielmo Zerbi, C.R.L. † (2 ottobre 1818 - 27 giugno 1825 nominato vescovo titolare di Famagosta)
- Giovanni Pietro Losana † (23 gennaio 1827 - 30 settembre 1833 nominato vescovo di Biella)
- Francis George Mostyn † (22 settembre 1840 - 11 agosto 1847 deceduto)
- Jean-Baptiste Anouilh, C.M. † (28 marzo 1848 - 18 febbraio 1869 deceduto)
- Luigi Bruschetti † (26 giugno 1876 - 27 ottobre 1881 deceduto)
- Pietro Caprotti, P.I.M.E. † (28 febbraio 1882 - 25 novembre 1886 nominato vescovo di Hyderabad)
- Julien Vidal, S.M. † (13 maggio 1887 - 2 aprile 1922 deceduto)
- Etienne Irénée Faugier † (19 maggio 1922 - 4 giugno 1928 deceduto)
- Basile Vladimir Ladyka, O.S.B.M. † (20 maggio 1929 - 21 giugno 1948 nominato arcivescovo titolare di Martiropoli)
- Launcelot John Goody † (2 agosto 1951 - 12 novembre 1954 nominato vescovo di Bunbury)
- Julio Benigno Laschi González † (23 marzo 1955 - 19 maggio 1969 deceduto)
- Joseph Pallikaparampil (16 giugno 1973 - 6 febbraio 1981 nominato eparca di Palai)
- Jacob Manathodath (6 settembre 1992 - 11 novembre 1996 nominato eparca di Palghat)
- Michel Abrass, B.A. (17 ottobre 2006 - 11 novembre 2006 nominato arcivescovo titolare di Mira dei Greco-Melchiti)